# 西御坊站
西御坊站（日语：／ Nishi-Gobō eki */?）是位於和歌山縣御坊市薗，屬於紀州鐵道的紀州鐵道線車站。自1989年前往日高川站的路線廢止後，此站便成為紀州鐵道線的終點站。

## 歷史
- 1932年（昭和7年）
  - 4月10日 - 松原口站啟用。
  - 4月 - 車站改名為西御坊站。
- 1955年（昭和30年）6月15日 - 大和紡績專用線開業。
- 1984年（昭和59年）6月26日 - 大和紡績專用線廢止。
- 1989年（平成元年）4月1日 - 此站至日高川站（日语：日高川駅）之間廢止，使此站成為終點站。
- 2018年（平成30年）
  - 6月1日 - 當日起，車站櫃臺營業時間變為「星期六、日及假日，上午6時至11時」（直至8月26日）。
  - 8月27日 - 當日起，車站完全無人化。

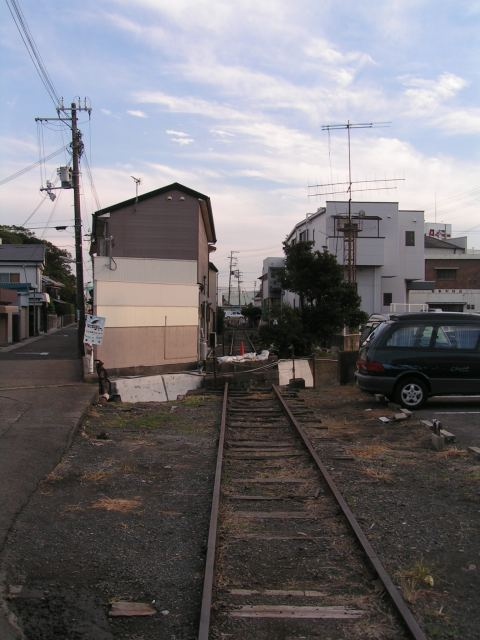
西御坊站望向日高川方向 （2005年10月6日）

## 車站構造
車站是一座地面車站，設有1面1線的單式月台。廁所（男女共用旱廁）位於月台靠近御坊一端。此站沒有列車夜間停泊，列車均返回至紀伊御坊站。
曾經此站設有專用線連接車站西邊Daiwabo Progress（當時為大和紡績）和歌山工場（專用線全長0.85公里）。專用線會越過西川，在工場內設有大型貨運上蓋。綿花等貨運會在神戶港卸貨後使用鐵路運送至該處。
在長久以來，車站入口處沒有站名牌展示車站名稱，但是後來車站經過翻新後增設了站名牌。現時的木製站名牌位於車站入口處，以直寫標示「西御坊驛」。從前此站設有車站職員當值，當時可購買入場票和車票。在2018年8月27日起車站無人化，自從不可購入上述票類。

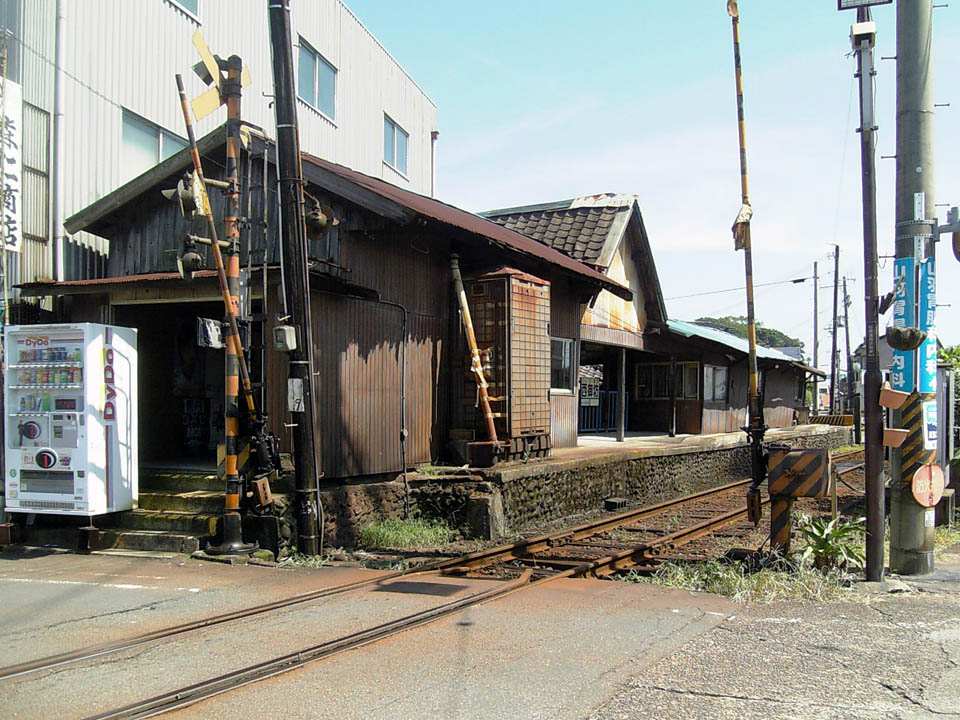
西御坊站(翻新前)（2006年7月15日）
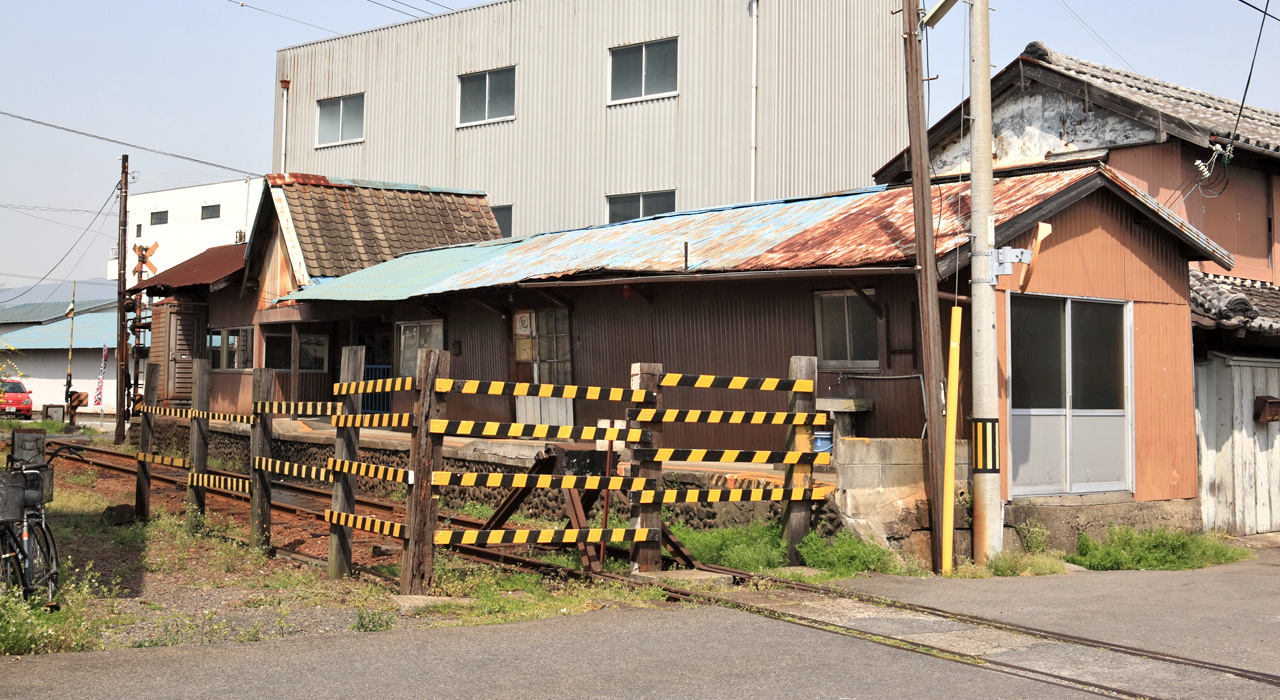
西御坊站(從日高川一方看車站) （2008年4月6日）
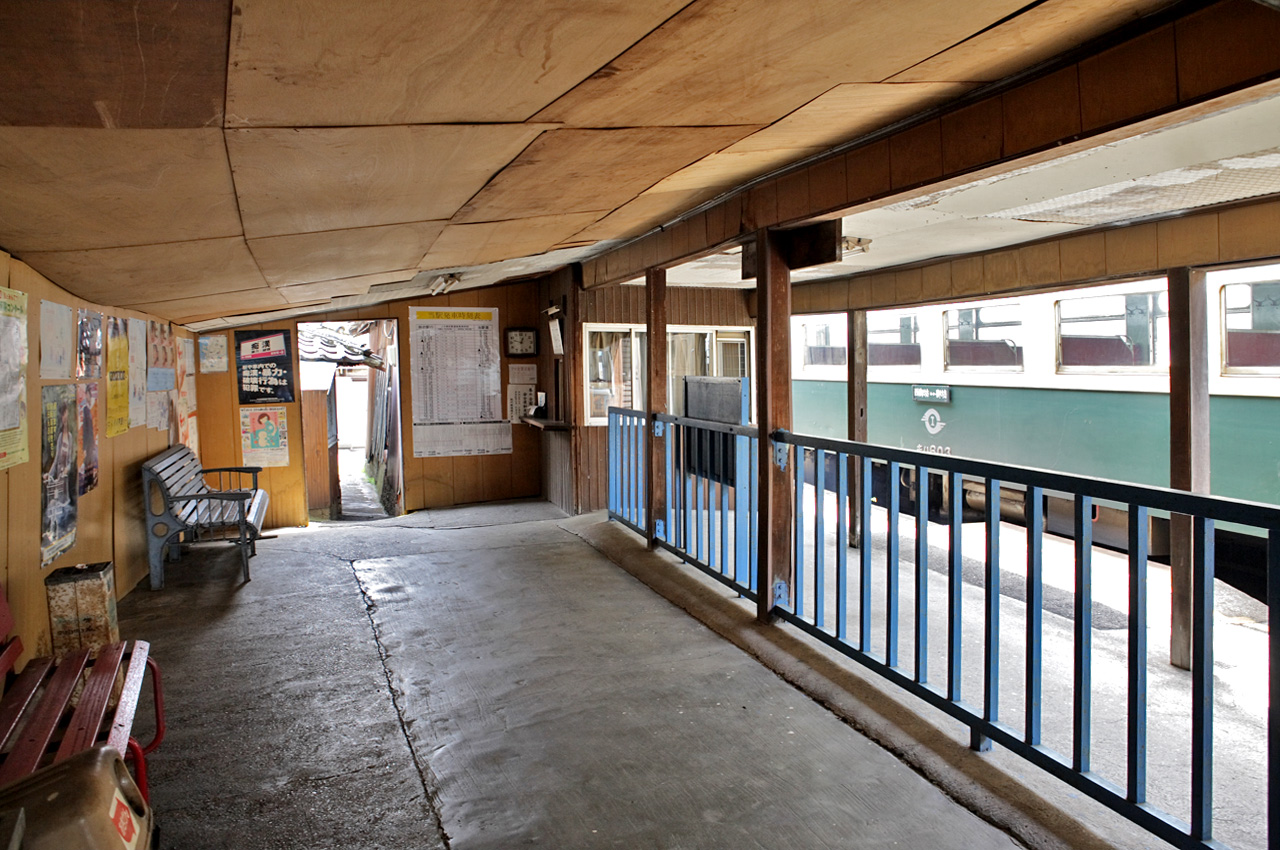
站內（2008年4月6日）

## 車站周邊
車站周邊設有商店街。
- 本願寺日高別院（日语：本願寺日高別院）（日高御坊）
- 小竹八幡宮 - 毎年10月5日會舉行御坊祭（日语：御坊祭）
- 國道42號（日语：国道42号）
- Daiwabo Progress和歌山工場
- FamilyMart日高美濱町店
- TSUTAYA WAY 美濱店

## 利用狀況
以下為近年1日平均乘車人次列表。
| 年度   | 1日平均 乘車人次 |
| ------ | ---------------- |
| 2015年 | 52               |
| 2016年 | 48               |
| 2017年 | 47               |
| 2018年 | 51               |
| 2019年 | 42               |

## 相鄰車站
紀州鐵道
紀州鐵道線
市役所前－西御坊

## 注腳
1. ↑  . 紀州鉄道株式会社.   [2018-10-07]. （原始内容存档于2021-05-12） （日语）.
2. ↑   (PDF). 御坊市.   [2021-02-20]. （原始内容 (PDF)存档于2021-02-14） （日语）.